# Le Chant des Girondins
Le Chant des Girondins (en català: La Cançó dels Girondins), fou l'himne nacional de la Segona República Francesa (1848-1852), aparegut al drama Le Chevalier de Maison-Rouge del famós escriptor Alexandre Dumas i Auguste Maquet. Les frases de la tornada foren extretes del "Roland à Roncevaux", una cançó redactada a Estrasburg per Claude-Joseph Rouget de Lisle, el mateix autor de La Marsellesa.

## Text
1
Par la voix du canon d'alarmes

La France appelle ses enfants, 

– Allons dit le soldat, aux armes ! 

C’est ma mère, je la défends. 

Tornada
Mourir pour la Patrie
Mourir pour la Patrie
C’est le sort le plus beau, le plus digne d'envie 

C’est le sort le plus beau, le plus digne d'envie 

2
Nous, amis, qui loin des batailles 

Succombons dans l'obscurité, 

Vouons du moins nos funérailles 

A la France, à la liberté. 

Tornada
3
Frères, pour une cause sainte, 

Quand chacun de nous est martyr, 

Ne proférons pas une plainte, 

La France, un jour doit nous bénir. 

Tornada
4
Du Créateur de la nature, 

Bénissons encore la bonté, 

Nous plaindre serait une injure, 

Nous mourons pour la liberté. 

Tornada